# Yllenus maoniuensis
Yllenus maoniuensis är en spindelart som först beskrevs av Liu, Wang, Peng X. 1991.  Yllenus maoniuensis ingår i släktet Yllenus och familjen hoppspindlar. Inga underarter finns listade i Catalogue of Life.